# Östra Nedsjön
Östra Nedsjön är en sjö i Bollebygds kommun i Västergötland och ingår i Göta älvs huvudavrinningsområde. Sjön ligger mellan tätorterna Bollebygd och Hindås. Sjöns djup är omdiskuterat och olika källor ger olika svar. Enligt djupkartor från Melica är den minst 78,5 meter djup medan SMHI anger 75 meters djup. Lokalbor uppger dock att djup upp emot 100 meter har uppmätts. Sjön har en yta på 7,3 kvadratkilometer och ytan befinner sig runt 120 meter över havet. Sjön avvattnas av vattendraget Gullbergsån (Mölndalsån).
Vid provfiske har bland annat abborre, elritsa, gädda och mört fångats i sjön.
Östra Nedsjön ingår i vattensystemet Mölndalsån och nivån på sjön påverkas numera sedan flödet i Mölndalsån reglerats i syfte att undvika översvämningar i Mölndal/Göteborg.
Östra Nedsjön är genom en kanal förbunden med Västra Nedsjön.
Vid Östra Nedsjön finns ett antal badplatser och populärast tycks den kommunala badplatsen vid Tubbared, "Tubbared Sand", vara.
Östra Nedsjön har varit känd för att vara en av de sydligaste insjöarna i Sverige med ett ursprungligt rödingbestånd. Storleken på det beståndet är idag ifrågasatt.

## Externa länkar

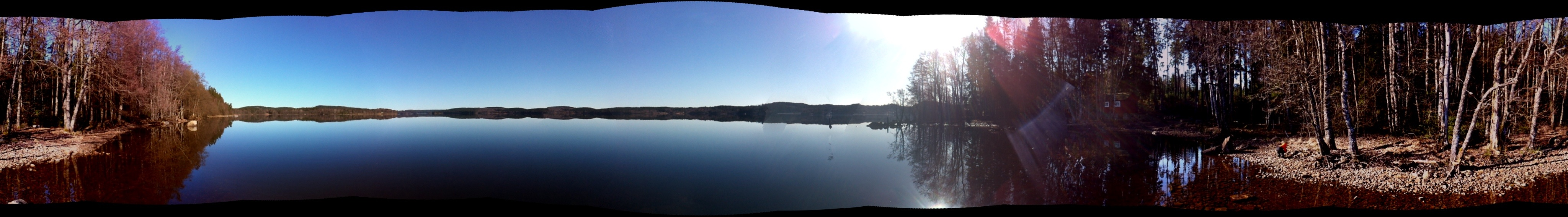
Panoramabild över Östra Nedsjön tagen från Tullebo

## Delavrinningsområde
Östra Nedsjön ingår i delavrinningsområde (640637-130498) som SMHI kallar för Utloppet av Östra Nedsjön. Medelhöjden på hela området, inklusive marken omkring sjön, är 158 meter över havet och ytan på delavrinningsområdet är 40,37 kvadratkilometer. Det finns inga avrinningsområden uppströms utan avrinningsområdet är högsta punkten. Gullbergsån (Mölndalsån) som avvattnar avrinningsområdet har biflödesordning 3, vilket innebär att vattnet flödar genom totalt 3 vattendrag innan det når havet efter 49 kilometer. Avrinningsområdet består mestadels av skog (70 %). Avrinningsområdet har 7,97 kvadratkilometer vattenytor vilket ger det en sjöprocent på 19,7 %.

## Fisk
Vid provfiske har följande fisk fångats i sjön:
- Abborre
- Elritsa
- Gädda
- Mört
- Röding
- Siklöja
- Sutare
- Öring